# 딱지꽃

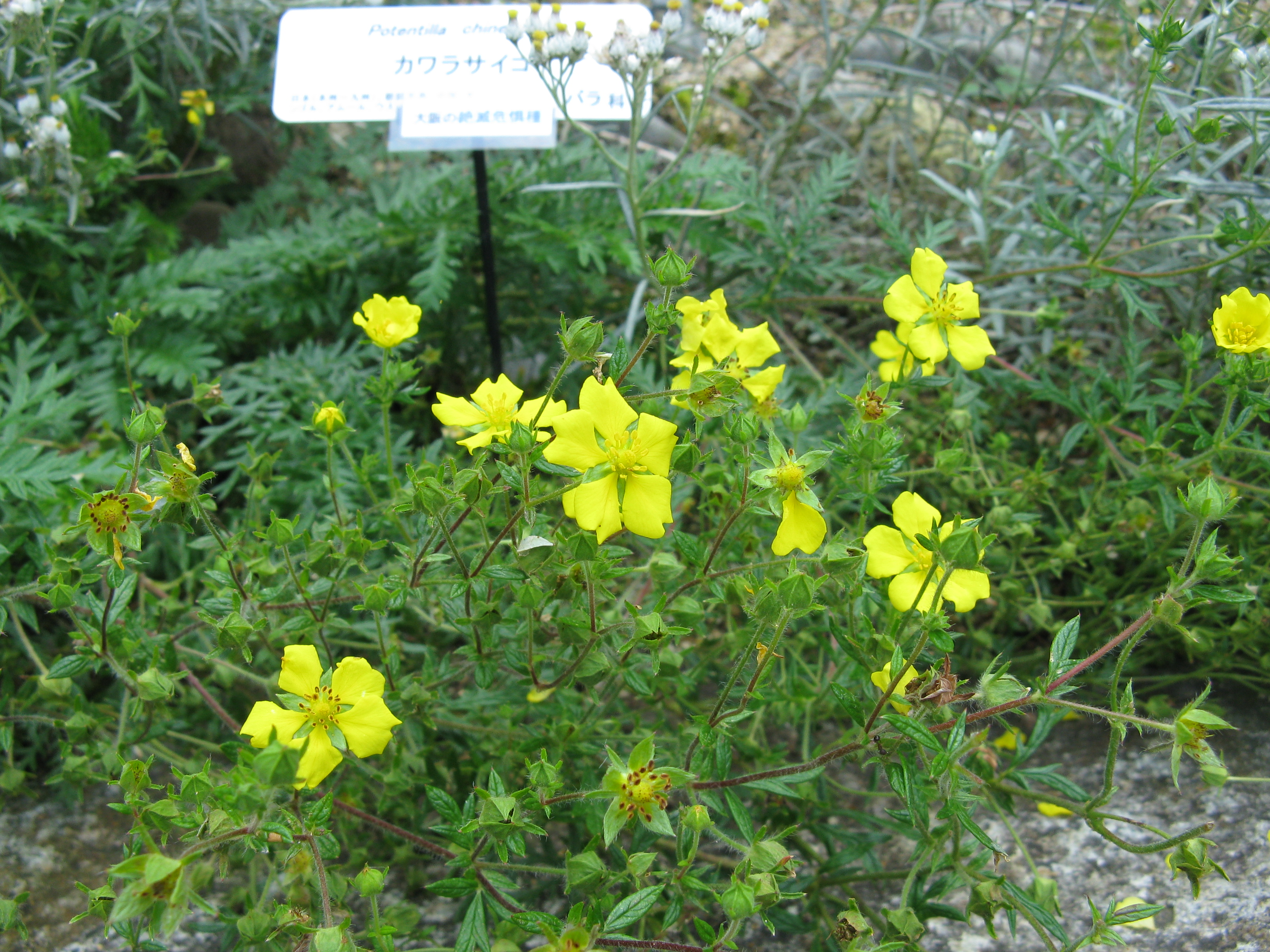

딱지꽃(Potentilla chinensis)은 한국·중국·일본·타이완 등에 분포하는 여러해살이풀로 강가나 바닷가의 양지쪽에서 자란다. 뿌리는 굵고 줄기는 몇 개가 뭉쳐나며 줄기잎에는 털이 많고 높이는 60cm 정도이다. 잎은 어긋나고 우상복엽이다. 작은잎은 다시 우상으로 갈라지고 그 조각은 피침형으로 앞면에는 털이 거의 없으나 뒷면에는 흰 솜털이 많이 난다. 턱잎은 난형 또는 넓은 타원형이며 우상으로 갈라진다. 6-7월에 노란색 꽃이 가지 끝에 피며 산방상 취산꽃차례를 이룬다. 꽃잎은 5개이고 도심장형(倒心臟形)이며, 포(苞)는 손바닥 모양으로 갈라진다. 꽃받침은 5조각이고, 열매는 수과이다. 어린 잎을 식용하고 민간에서 두창, 해열, 이뇨제로 이용한다.